# Jacques Grello
Gaëtan Henri Greslot dit Jacques Grello, né le 31 juillet 1911 à Saint-Ouen (Seine-Saint-Denis) et mort le 7 mars 1978 dans le 10e arrondissement de Paris, est un acteur et chansonnier français.

## Carrière musicale
Il fit partie des émissions télévisées La Boîte à sel et Le Grenier de Montmartre. Dans chacune de ces deux émissions hebdomadaires (la seconde possédant également, à une autre heure, une édition radiophonique), il officiait souvent avec son collègue et ami Robert Rocca, aussi son beau-frère. Il était le beau-père de Jean Carmet.
Comme beaucoup de chansonniers de cette époque, il chantait également certaines de ses compositions. Plusieurs firent l'objet de pressages, dont Les Quatre Métiers, où il chantait ironiquement que les quatre métiers les plus sûrs où placer ses enfants étaient cafetier, prêtre, policier et prostituée.
D'autres compositions de sa part étaient de la même veine. La Guerre rappelle avec cynisme qu’« un traité de paix est une arme de guerre » et Les péchés capitaux qu'« il y a contre le péché un préjugé défavorable », que « le péché capital est très discrédité » et que « la paresse est le péché le moins fatigant ».
Il maniait avec précision un timbre mi-ironique mi-sarcastique qui lui valut d'être choisi pour interpréter le rôle du renard dans un audiogramme du Petit Prince.
Il fut incinéré en 1978. Ses cendres reposèrent dans la case 19281 au colombarium du Père-Lachaise d'où elles furent retirées au terme de la concession trentenaire, celle-ci n'ayant pas été renouvelée. Il avait épousé Juliette Lévêque (née en 1943).

### Grello et Brassens
Georges Brassens révélera dans une interview menée par Claude Santelli que Jacques Grello, qui l'a beaucoup encouragé à ses débuts, lui a fait cadeau de sa première guitare.
Dans une émission de l’ORTF en mars 1972, Brassens a accompagné à la guitare Grello chantant Il fait beau.

### Discographie
- Chanson Les quatre métiers sur un 45 tours Le club des chansonniers enregistré en public en compagnie de Maurice Horgues, Jean Lacroix et Jean Granier (4 titres)
- Album Dialogues en boîte avec Robert Rocca : La politique intérieure - Les élections à Colombey - Les réceptions à l’Élysée - Les nouvelles élections - L’eclipse solaire - La conquête des mondes nouveaux - La télévision
- Album Le Petit prince, avec Gérard Philipe

Quelques-unes de ses créations sont sur Spotify

## Filmographie partielle

### Cinéma
- 1972 : Le Viager de Pierre Tchernia : Le centenaire (non crédité)
- 1963 : La Foire aux cancres de Louis Daquin : L'antiquaire
- 1959 : Messieurs les ronds de cuir de Henri Diamant-Berger : Chavarax
- 1957 : Pot-Bouille de Julien Duvivier : Auguste Vabre
- 1953 : Femmes de Paris de Jean Boyer : Le commentateur du ballet
- 1952 : Les Femmes sont des anges de Marcel Aboulker : Léon Clotier
- 1951 : La Vie chantée de Noël-Noël
- 1949 : Ma tante d'Honfleur de René Jayet
- 1943 : Madame et le Mort de Louis Daquin : L'employé aux Objets Trouvés
- Jacques Grello a également participé avec son beau-frère Robert Rocca et Noël-Noël à l'écriture des dialogues du film À pied, à cheval et en spoutnik (1969)

### Télévision

#### Téléfilms
- 1972 : Le Nez d'un notaire, téléfilm de Pierre Bureau : Bernier
- 1972 : La Mort d'un champion, téléfilm d'Abder Isker : Antoine Sarrazin
- 1971 : Le Bouton de rose, téléfilm de François Gir : Putois - le domestique
- 1970 : Le Fauteuil hanté, téléfilm de Pierre Bureau : Lalouette
- 1966 : La Tour Eiffel qui tue, téléfilm de Jean-Roger Cadet et Michel de Ré : Goletti
- 1950 : Les Joueurs, téléfilm de Claude Barma

#### Séries télévisées
- 1965 : Les Saintes chéries  - épisode Ève et la grippe buissonnière  (série TV) : Le docteur amateur de décoration
- 1964 : Les Aventures de Monsieur Pickwick de René Lucot (Mini-série TV)
- 1963-1964 : Le Théâtre de la jeunesse  (série TV) :
  - épisode  Le Matelot de nulle part de Marcel Cravenne (1964) :  M. Joë
  - épisode  L'Ile mystérieuse de Pierre Badel (1963) :  Gédéon Spillett
- 1959 : La Clé des champs, une émission de télévision - Comment réussir dans la vie ?  (série TV) : Singer

#### Au théâtre ce soir
- 1972 : Au théâtre ce soir : Lidoire de Georges Courteline, mise en scène Jean Meyer, réalisation Georges Folgoas, Théâtre Marigny

## Théâtre
- 1951 : Edmée de Pierre-Aristide Bréal, mise en scène Georges Vitaly, Théâtre de la Huchette
- 1953 : Les Hussards de Pierre-Aristide Bréal, mise en scène Jacques Fabbri, Théâtre des Noctambules
- 1954 : Les Hussards de Pierre-Aristide Bréal, mise en scène Jacques Fabbri, Théâtre des Célestins
- 1957 : La terre est basse d'Alfred Adam, mise en scène Georges Vitaly, Théâtre La Bruyère
- 1958 : Édition de midi de Mihail Sebastian, mise en scène René Dupuy, Théâtre Gramont
- 1961 : Moulin à poivre de Robert Rocca et Jacques Grello, mise en scène Jacques Mauclair, Les Trois Baudets
- 1968 : La Courte Paille de Jean Meyer, mise en scène de l'auteur
- 1972 : Lidoire de Georges Courteline, mise en scène Jean Meyer, Maison des Jeunes Cachan